# Borstbeeld van Filippo Strozzi
Het borstbeeld van Filippo Strozzi is een marmeren buste gemaakt door Benedetto da Maiano uit circa 1475. Sinds 1878 maakt het werk deel uit van de collectie van het Louvre in Parijs. Van het beeld is ook een terracotta model bewaard gebleven dat ter voorbereiding is gemaakt. Dit model maakt deel uit van collectie van het Bode-museum in Berlijn.

## Geschiedenis
Filippo Strozzi de Oudere was in zijn tijd een van de rijkste en machtigste bankiers in Florence. Hij was een bondgenoot van de familie De’ Medici en de opdrachtgever voor het grandioze Strozzi-paleis. Hij had een grafkapel in de Santa Maria Novella die met beelden van Benedetto da Maiano versierd was. Mogelijk bevond de buste zich in deze kapel, al ontbreekt hiervoor overtuigend bewijs.
Twee inscripties in de holte van de basis herinneren aan de naam van de afgebeelde persoon en de maker ("BENEDITVS [D]E MAIANO FECIT" en "FILIPPVS STROZA MATEI FILIVS"). In een document wordt melding gemaakt van de betaling van 15 gouden florijnen aan de kunstenaar op 15 juli 1475.
Zowel de marmeren buste als het model bleven in bezit van de familie Strozzi, tot Pietro Strozzi het model in 1877 verkocht aan  het Berlijnse museum en de buste een jaar later aan het Louvre.

## Voorstelling
Waarschijnlijk was Benedetto da Maiano alleen verantwoordelijk voor het hoofd van het model en liet hij het lichaam, dat verhoudingsgewijs te klein is uitgevoerd, aan zijn assistenten over. Hij besteedde veel aandacht aan de gelaatstrekken van Filippo Strozzi, zo zijn een bultje naast zijn neus en de verdikking onder zijn linkeroog duidelijk weergegeven. In het marmeren eindresultaat legde de kunstenaar meer nadruk op de voorname en ernstige uitstraling van de bankier, die nu recht vooruit kijkt. De kleding, een borstrok met kraag en een overjas die met bont is afgezet, is met meer details weergegeven. De arabesken op de brokaten mouwen die vervormd worden door de plooien, zijn perfect zichtbaar.
De stijl van de beeldhouwer, die het voorbeeld van zijn leermeester Antonio Rossellino volgt, beweegt zich tussen naturalisme en idealisering, met duidelijke verwijzingen naar de Romeinse portretkunst. Zijn technische virtuositeit maakte hem tot een van de meest gewilde kunstenaars in Florence.